# هرناچس
هرناچس (به اسپانیایی: Hornachos) یک شهرستان در اسپانیا است که در استان باداخس واقع شده‌است.

## خصوصیات
هرناچس ۲۹۶ کیلومترمربع مساحت و ۳٬۸۴۰ نفر جمعیت دارد و ۵۳۸ متر بالاتر از سطح دریا واقع شده‌است.